# 2000-es Korea-közi találkozó
A 2000-es Korea-közi találkozó alkalmával a Koreai-félsziget kettéosztása óta először találkozott egymással Észak- és Dél-Korea vezetője. A találkozót 2000. június 13. és 15. között tartotta Kim Dedzsung (Kim Dae-jung), a Koreai Köztársaság elnöke és Kim Dzsongil (Kim Jŏng-il), a Koreai Népi Demokratikus Köztársaság Nemzetvédelmi Bizottságának elnöke Phenjan (P'yŏngyang)ban.
Az észak-koreai vezető a főváros repülőterén fogadta a dél-koreai elnököt, ahol kezet fogtak, majd gépkocsival távoztak. A látogatás utolsó napján kiadták az első közös észak-koreai–dél-koreai nyilatkozatot, a június 15-i Korea-közi egyezményt. Később napvilágot látott, hogy a dél-koreai kormány 200 millió dollár (akkori árfolyamon mintegy 40 milliárd forintot) fizetett az észak-koreai kormánynak, hogy a csúcstalálkozó megrendezésre kerüljön.